# Русско-Ляжмаринское сельское поселение
Русско-Ляжмаринское сельское поселение — муниципальное образование (сельское поселение) в составе Параньгинского района Марий Эл Российской Федерации.
Административный центр поселения — деревня Русская Ляжмарь.

## История
Статус и границы сельского поселения установлены Законом Республики Марий Эл от 18 июня 2004 года № 15-З «О статусе, границах и составе муниципальных районов, городских округов в Республике Марий Эл».

## Население
| 2010 | 2011 | 2012 | 2013 | 2014 | 2015 | 2016 |
| ---- | ---- | ---- | ---- | ---- | ---- | ---- |
| 889  | ↘885 | ↘866 | ↘841 | ↘819 | ↗827 | ↗840 |
| 2017 | 2018 | 2019 | 2020 | 2021 | 2023 |      |
| ↘827 | ↘813 | ↘783 | ↘762 | ↘691 | ↘668 |      |

## Состав поселения
В состав сельского поселения входят 8 деревень:
| № | Населённый пункт | Тип населённого пункта          | Население |
| - | ---------------- | ------------------------------- | --------- |
| 1 | Ишимово          | деревня                         | 7         |
| 2 | Иштыра           | деревня                         | 218       |
| 3 | Мари-Ляжмарь     | деревня                         | 85        |
| 4 | Русская Ляжмарь  | деревня, административный центр | 469       |
| 5 | Скрябино         | деревня                         | 20        |
| 6 | Халтурино        | деревня                         | 9         |
| 7 | Хасаново         | деревня                         | 78        |
| 8 | Юлтышка          | деревня                         | 3         |